# De droom
De droom is het honderdachtentwintigste stripverhaal uit de reeks van Suske en Wiske. 
Het verhaal werd oorspronkelijk in 1978 uitgegeven. Het is nooit uitgekomen als op zichzelf staand album in de reguliere Vierkleurenreeks. Het verscheen in 2024 in de spin-offreeks Suske en Wiske in het kort.

## Locaties
- huis van tante Sidonia

## Personages
- Suske, Wiske, tante Sidonia, Lambik, Jerom

## Het verhaal
Suske en Wiske horen 's nachts rare geluiden en gaan op onderzoek. Ze willen tante Sidonia, Lambik en Jerom wekken, maar dan verschijnt een enorme leeuw en wekker. Dan blijkt dat dit alles een droom van Suske was. 